# UAE Tour 2024
UAE Tour 2024 var den sjätte upplagan av det emiratiska etapploppet UAE Tour. Cykelloppets sju etapper kördes mellan den 19 och 25 februari 2024 med start i Madinat Zayed och målgång i Jabal Hafit. Loppet var en del av UCI World Tour 2024 och vanns av belgiske Lennert Van Eetvelt från cykelstallet Lotto Dstny.

## Deltagande lag
| WorldTeams (17)- Alpecin-Deceuninck - Astana Qazaqstan Team - Bahrain Victorious - Bora-Hansgrohe - Cofidis - Decathlon-AG2R La Mondiale - EF Education-EasyPost - Groupama-FDJ - Ineos Grenadiers - Intermarché-Wanty - Lidl-Trek - Movistar Team - Soudal Quick-Step - Team dsm-firmenich PostNL - Team Jayco AlUla - Team Visma \| Lease a Bike - UAE Team Emirates ProTeams (4)- Israel-Premier Tech - Lotto Dstny - Tudor Pro Cycling Team - Corratec-Vini Fantini |
| |

## Etapper
| Etapp | Datum  | Start – mål                             | type        | Distans (km) | Höjdskillnad (m) | Etappvinnare        | Totalledare         |
| ----- | ------ | --------------------------------------- | ----------- | ------------ | ---------------- | ------------------- | ------------------- |
| 1     | 19 feb | Madinat Zayed – Liwa-oasen              | Flack etapp | 141          | 1 391 m          | Tim Merlier         | Tim Merlier         |
| 2     | 20 feb | Al Ḩudayriyāt – Al Ḩudayriyāt           | Tempoetapp  | 12,1         | 2 m              | Brandon McNulty     | Brandon McNulty     |
| 3     | 21 feb | Al Marjan Island – Jabal Bil ‘Ays       | Bergsetapp  | 176          | 2 029 m          | Ben O'Connor        | Jay Vine            |
| 4     | 22 feb | Dubai – Mīnā' Rāshid                    | Flack etapp | 168          | 288 m            | Tim Merlier         | Jay Vine            |
| 5     | 23 feb | Al Aqqah – Umm Al Quwain                | Flack etapp | 182          | 1 043 m          | Olav Kooij          | Jay Vine            |
| 6     | 24 feb | Louvre Abu Dhabi – Abu Dhabi Breakwater | Flack etapp | 138          | 110 m            | Tim Merlier         | Jay Vine            |
| 7     | 25 feb | al-Ayn – Jabal Ḩafīt                    | Kuperat     | 161          | 1 267 m          | Lennert Van Eetvelt | Lennert Van Eetvelt |

### 1:a etappen
| Madinat Zayed - Liwa-oasen | Flack etapp | (141 km) |

| \| Placeringar i etappen \| Placeringar i etappen \| Placeringar i etappen \| Placeringar i etappen \| Placeringar i etappen \| \| Cyklist \| Cyklist \| Lag \| Tid \| \| \| --------------------- \| --------------------- \| -------------------------- \| --------------------- \| --------------------- \| \| 1. \| Tim Merlier \| Soudal Quick-Step \| 3t 09' 55" \| \| \| 2. \| Arvid de Kleijn \| Tudor Pro Cycling Team \| + 0" \| \| \| 3. \| Jakub Mareczko \| Team Corratec-Vini Fantini \| + 0" \| \| \| 4. \| Fabio Jakobsen \| Team dsm-firmenich PostNL \| + 0" \| \| \| 5. \| Sam Welsford \| Bora-Hansgrohe \| + 0" \| \| \| 6. \| Fernando Gaviria \| Movistar Team \| + 0" \| \| \| 7. \| Juan Sebastián Molano \| UAE Team Emirates \| + 0" \| \| \| 8. \| Simone Consonni \| Lidl-Trek \| + 0" \| \| \| 9. \| Phil Bauhaus \| Bahrain Victorious \| + 0" \| \| \| 10. \| Jarne Van De Paar \| Lotto Dstny \| + 0" \| \| |                       |                            |            |
| |                       |                            |            |
| Källa: ProCyclingStats |                       |                            |            |
| Placeringar i etappen |                       |                            |            |
| Cyklist | Cyklist               | Lag                        | Tid        |
| 1. | Tim Merlier           | Soudal Quick-Step          | 3t 09' 55" |
| 2. | Arvid de Kleijn       | Tudor Pro Cycling Team     | + 0"       |
| 3. | Jakub Mareczko        | Team Corratec-Vini Fantini | + 0"       |
| 4. | Fabio Jakobsen        | Team dsm-firmenich PostNL  | + 0"       |
| 5. | Sam Welsford          | Bora-Hansgrohe             | + 0"       |
| 6. | Fernando Gaviria      | Movistar Team              | + 0"       |
| 7. | Juan Sebastián Molano | UAE Team Emirates          | + 0"       |
| 8. | Simone Consonni       | Lidl-Trek                  | + 0"       |
| 9. | Phil Bauhaus          | Bahrain Victorious         | + 0"       |
| 10. | Jarne Van De Paar     | Lotto Dstny                | + 0"       |

| \| Totaltävlingen \| Totaltävlingen \| Totaltävlingen \| Totaltävlingen \| Totaltävlingen \| \| Cyklist \| Cyklist \| Lag \| Tid \| \| \| -------------- \| ---------------- \| -------------------------- \| -------------- \| -------------- \| \| 1. \| Tim Merlier \| Soudal Quick-Step \| 3t 09' 45" \| \| \| 2. \| Arvid de Kleijn \| Tudor Pro Cycling Team \| + 4" \| \| \| 3. \| Mark Stewart \| Team Corratec-Vini Fantini \| + 4" \| \| \| 4. \| Jakub Mareczko \| Team Corratec-Vini Fantini \| + 6" \| \| \| 5. \| Marco Murgano \| Team Corratec-Vini Fantini \| + 6" \| \| \| 6. \| Peio Bilbao \| Bahrain Victorious \| + 9" \| \| \| 7. \| Loe van Belle \| Team Visma \\| Lease a Bike \| + 9" \| \| \| 8. \| Fabio Jakobsen \| Team dsm-firmenich PostNL \| + 10" \| \| \| 9. \| Sam Welsford \| Bora-Hansgrohe \| + 10" \| \| \| 10. \| Fernando Gaviria \| Movistar Team \| + 10" \| \| |                  |                            |            |
| |                  |                            |            |
| Källa: ProCyclingStats |                  |                            |            |
| Totaltävlingen |                  |                            |            |
| Cyklist | Cyklist          | Lag                        | Tid        |
| 1. | Tim Merlier      | Soudal Quick-Step          | 3t 09' 45" |
| 2. | Arvid de Kleijn  | Tudor Pro Cycling Team     | + 4"       |
| 3. | Mark Stewart     | Team Corratec-Vini Fantini | + 4"       |
| 4. | Jakub Mareczko   | Team Corratec-Vini Fantini | + 6"       |
| 5. | Marco Murgano    | Team Corratec-Vini Fantini | + 6"       |
| 6. | Peio Bilbao      | Bahrain Victorious         | + 9"       |
| 7. | Loe van Belle    | Team Visma \| Lease a Bike | + 9"       |
| 8. | Fabio Jakobsen   | Team dsm-firmenich PostNL  | + 10"      |
| 9. | Sam Welsford     | Bora-Hansgrohe             | + 10"      |
| 10. | Fernando Gaviria | Movistar Team              | + 10"      |

### 2:a etappen
| Al Ḩudayriyāt - Al Ḩudayriyāt | Tempoetapp | (12,1 km) |

| \| Placeringar i etappen \| Placeringar i etappen \| Placeringar i etappen \| Placeringar i etappen \| Placeringar i etappen \| \| Cyklist \| Cyklist \| Lag \| Tid \| \| \| --------------------- \| --------------------- \| -------------------------- \| --------------------- \| --------------------- \| \| 1. \| Brandon McNulty \| UAE Team Emirates \| 13' 27" \| \| \| 2. \| Jay Vine \| UAE Team Emirates \| + 2" \| \| \| 3. \| Mikkel Bjerg \| UAE Team Emirates \| + 4" \| \| \| 4. \| Tobias Foss \| Ineos Grenadiers \| + 14" \| \| \| 5. \| Rainer Kepplinger \| Bahrain Victorious \| + 16" \| \| \| 6. \| Ilan Van Wilder \| Soudal Quick-Step \| + 17" \| \| \| 7. \| Johan Price-Pejtersen \| Bahrain Victorious \| + 19" \| \| \| 8. \| Peio Bilbao \| Bahrain Victorious \| + 19" \| \| \| 9. \| Bruno Armirail \| Decathlon-AG2R La Mondiale \| + 20" \| \| \| 10. \| Iván Romeo \| Movistar Team \| + 21" \| \| |                       |                            |         |
| |                       |                            |         |
| Källa: ProCyclingStats |                       |                            |         |
| Placeringar i etappen |                       |                            |         |
| Cyklist | Cyklist               | Lag                        | Tid     |
| 1. | Brandon McNulty       | UAE Team Emirates          | 13' 27" |
| 2. | Jay Vine              | UAE Team Emirates          | + 2"    |
| 3. | Mikkel Bjerg          | UAE Team Emirates          | + 4"    |
| 4. | Tobias Foss           | Ineos Grenadiers           | + 14"   |
| 5. | Rainer Kepplinger     | Bahrain Victorious         | + 16"   |
| 6. | Ilan Van Wilder       | Soudal Quick-Step          | + 17"   |
| 7. | Johan Price-Pejtersen | Bahrain Victorious         | + 19"   |
| 8. | Peio Bilbao           | Bahrain Victorious         | + 19"   |
| 9. | Bruno Armirail        | Decathlon-AG2R La Mondiale | + 20"   |
| 10. | Iván Romeo            | Movistar Team              | + 21"   |

| \| Totaltävlingen \| Totaltävlingen \| Totaltävlingen \| Totaltävlingen \| Totaltävlingen \| \| Cyklist \| Cyklist \| Lag \| Tid \| \| \| -------------- \| --------------------- \| -------------------------- \| -------------- \| -------------- \| \| 1. \| Brandon McNulty \| UAE Team Emirates \| 3t 23' 22" \| \| \| 2. \| Jay Vine \| UAE Team Emirates \| + 2" \| \| \| 3. \| Mikkel Bjerg \| UAE Team Emirates \| + 4" \| \| \| 4. \| Tobias Foss \| Ineos Grenadiers \| + 14" \| \| \| 5. \| Rainer Kepplinger \| Bahrain Victorious \| + 16" \| \| \| 6. \| Ilan Van Wilder \| Soudal Quick-Step \| + 17" \| \| \| 7. \| Peio Bilbao \| Bahrain Victorious \| + 18" \| \| \| 8. \| Johan Price-Pejtersen \| Bahrain Victorious \| + 19" \| \| \| 9. \| Bruno Armirail \| Decathlon-AG2R La Mondiale \| + 20" \| \| \| 10. \| Iván Romeo \| Movistar Team \| + 21" \| \| |                       |                            |            |
| |                       |                            |            |
| Källa: ProCyclingStats |                       |                            |            |
| Totaltävlingen |                       |                            |            |
| Cyklist | Cyklist               | Lag                        | Tid        |
| 1. | Brandon McNulty       | UAE Team Emirates          | 3t 23' 22" |
| 2. | Jay Vine              | UAE Team Emirates          | + 2"       |
| 3. | Mikkel Bjerg          | UAE Team Emirates          | + 4"       |
| 4. | Tobias Foss           | Ineos Grenadiers           | + 14"      |
| 5. | Rainer Kepplinger     | Bahrain Victorious         | + 16"      |
| 6. | Ilan Van Wilder       | Soudal Quick-Step          | + 17"      |
| 7. | Peio Bilbao           | Bahrain Victorious         | + 18"      |
| 8. | Johan Price-Pejtersen | Bahrain Victorious         | + 19"      |
| 9. | Bruno Armirail        | Decathlon-AG2R La Mondiale | + 20"      |
| 10. | Iván Romeo            | Movistar Team              | + 21"      |

### 3:e etappen
| Al Marjan Island - Jabal Bil ‘Ays | Bergsetapp | (176 km) |

| \| Placeringar i etappen \| Placeringar i etappen \| Placeringar i etappen \| Placeringar i etappen \| Placeringar i etappen \| \| Cyklist \| Cyklist \| Lag \| Tid \| \| \| --------------------- \| --------------------- \| -------------------------- \| --------------------- \| --------------------- \| \| 1. \| Ben O'Connor \| Decathlon-AG2R La Mondiale \| 4t 17' 55" \| \| \| 2. \| Jay Vine \| UAE Team Emirates \| + 5" \| \| \| 3. \| Lennert Van Eetvelt \| Lotto Dstny \| + 5" \| \| \| 4. \| Max Poole \| Team dsm-firmenich PostNL \| + 5" \| \| \| 5. \| Ilan Van Wilder \| Soudal Quick-Step \| + 5" \| \| \| 6. \| Attila Valter \| Team Visma \\| Lease a Bike \| + 5" \| \| \| 7. \| Matthew Riccitello \| Israel-Premier Tech \| + 5" \| \| \| 8. \| Peio Bilbao \| Bahrain Victorious \| + 5" \| \| \| 9. \| Einer Rubio \| Movistar Team \| + 5" \| \| \| 10. \| Simon Carr \| EF Education-EasyPost \| + 5" \| \| |                     |                            |            |
| |                     |                            |            |
| Källa: ProCyclingStats |                     |                            |            |
| Placeringar i etappen |                     |                            |            |
| Cyklist | Cyklist             | Lag                        | Tid        |
| 1. | Ben O'Connor        | Decathlon-AG2R La Mondiale | 4t 17' 55" |
| 2. | Jay Vine            | UAE Team Emirates          | + 5"       |
| 3. | Lennert Van Eetvelt | Lotto Dstny                | + 5"       |
| 4. | Max Poole           | Team dsm-firmenich PostNL  | + 5"       |
| 5. | Ilan Van Wilder     | Soudal Quick-Step          | + 5"       |
| 6. | Attila Valter       | Team Visma \| Lease a Bike | + 5"       |
| 7. | Matthew Riccitello  | Israel-Premier Tech        | + 5"       |
| 8. | Peio Bilbao         | Bahrain Victorious         | + 5"       |
| 9. | Einer Rubio         | Movistar Team              | + 5"       |
| 10. | Simon Carr          | EF Education-EasyPost      | + 5"       |

| \| Totaltävlingen \| Totaltävlingen \| Totaltävlingen \| Totaltävlingen \| Totaltävlingen \| \| Cyklist \| Cyklist \| Lag \| Tid \| \| \| -------------- \| --------------- \| -------------------------- \| -------------- \| -------------- \| \| 1. \| Jay Vine \| UAE Team Emirates \| 7t 39' 44" \| \| \| 2. \| Ben O'Connor \| Decathlon-AG2R La Mondiale \| + 11" \| \| \| 3. \| Brandon McNulty \| UAE Team Emirates \| + 13" \| \| \| 4. \| Ilan Van Wilder \| Soudal Quick-Step \| + 21" \| \| \| 5. \| Peio Bilbao \| Bahrain Victorious \| + 22" \| \| \| 6. \| Max Poole \| Team dsm-firmenich PostNL \| + 31" \| \| \| 7. \| Tobias Foss \| Ineos Grenadiers \| + 33" \| \| \| 8. \| Simon Carr \| EF Education-EasyPost \| + 36" \| \| \| 9. \| Mikkel Bjerg \| UAE Team Emirates \| + 37" \| \| \| 10. \| Attila Valter \| Team Visma \\| Lease a Bike \| + 39" \| \| |                 |                            |            |
| |                 |                            |            |
| Källa: ProCyclingStats |                 |                            |            |
| Totaltävlingen |                 |                            |            |
| Cyklist | Cyklist         | Lag                        | Tid        |
| 1. | Jay Vine        | UAE Team Emirates          | 7t 39' 44" |
| 2. | Ben O'Connor    | Decathlon-AG2R La Mondiale | + 11"      |
| 3. | Brandon McNulty | UAE Team Emirates          | + 13"      |
| 4. | Ilan Van Wilder | Soudal Quick-Step          | + 21"      |
| 5. | Peio Bilbao     | Bahrain Victorious         | + 22"      |
| 6. | Max Poole       | Team dsm-firmenich PostNL  | + 31"      |
| 7. | Tobias Foss     | Ineos Grenadiers           | + 33"      |
| 8. | Simon Carr      | EF Education-EasyPost      | + 36"      |
| 9. | Mikkel Bjerg    | UAE Team Emirates          | + 37"      |
| 10. | Attila Valter   | Team Visma \| Lease a Bike | + 39"      |

### 4:e etappen
| Dubai - Mīnā' Rāshid | Flack etapp | (168 km) |

| \| Placeringar i etappen \| Placeringar i etappen \| Placeringar i etappen \| Placeringar i etappen \| Placeringar i etappen \| \| Cyklist \| Cyklist \| Lag \| Tid \| \| \| --------------------- \| --------------------- \| -------------------------- \| --------------------- \| --------------------- \| \| 1. \| Tim Merlier \| Soudal Quick-Step \| 4t 01' 47" \| \| \| 2. \| Arvid de Kleijn \| Tudor Pro Cycling Team \| + 0" \| \| \| 3. \| Olav Kooij \| Team Visma \\| Lease a Bike \| + 0" \| \| \| 4. \| Stanisław Aniołkowski \| Cofidis \| + 0" \| \| \| 5. \| Jakub Mareczko \| Team Corratec-Vini Fantini \| + 0" \| \| \| 6. \| Fabio Jakobsen \| Team dsm-firmenich PostNL \| + 0" \| \| \| 7. \| Jarne Van De Paar \| Lotto Dstny \| + 0" \| \| \| 8. \| Phil Bauhaus \| Bahrain Victorious \| + 0" \| \| \| 9. \| Fernando Gaviria \| Movistar Team \| + 0" \| \| \| 10. \| Oded Kogut \| Israel-Premier Tech \| + 0" \| \| |                       |                            |            |
| |                       |                            |            |
| Källa: ProCyclingStats |                       |                            |            |
| Placeringar i etappen |                       |                            |            |
| Cyklist | Cyklist               | Lag                        | Tid        |
| 1. | Tim Merlier           | Soudal Quick-Step          | 4t 01' 47" |
| 2. | Arvid de Kleijn       | Tudor Pro Cycling Team     | + 0"       |
| 3. | Olav Kooij            | Team Visma \| Lease a Bike | + 0"       |
| 4. | Stanisław Aniołkowski | Cofidis                    | + 0"       |
| 5. | Jakub Mareczko        | Team Corratec-Vini Fantini | + 0"       |
| 6. | Fabio Jakobsen        | Team dsm-firmenich PostNL  | + 0"       |
| 7. | Jarne Van De Paar     | Lotto Dstny                | + 0"       |
| 8. | Phil Bauhaus          | Bahrain Victorious         | + 0"       |
| 9. | Fernando Gaviria      | Movistar Team              | + 0"       |
| 10. | Oded Kogut            | Israel-Premier Tech        | + 0"       |

| \| Totaltävlingen \| Totaltävlingen \| Totaltävlingen \| Totaltävlingen \| Totaltävlingen \| \| Cyklist \| Cyklist \| Lag \| Tid \| \| \| -------------- \| --------------- \| -------------------------- \| -------------- \| -------------- \| \| 1. \| Jay Vine \| UAE Team Emirates \| 11t 41' 31" \| \| \| 2. \| Ben O'Connor \| Decathlon-AG2R La Mondiale \| + 11" \| \| \| 3. \| Brandon McNulty \| UAE Team Emirates \| + 13" \| \| \| 4. \| Ilan Van Wilder \| Soudal Quick-Step \| + 21" \| \| \| 5. \| Peio Bilbao \| Bahrain Victorious \| + 22" \| \| \| 6. \| Max Poole \| Team dsm-firmenich PostNL \| + 31" \| \| \| 7. \| Tobias Foss \| Ineos Grenadiers \| + 33" \| \| \| 8. \| Simon Carr \| EF Education-EasyPost \| + 36" \| \| \| 9. \| Mikkel Bjerg \| UAE Team Emirates \| + 37" \| \| \| 10. \| Attila Valter \| Team Visma \\| Lease a Bike \| + 39" \| \| |                 |                            |             |
| |                 |                            |             |
| Källa: ProCyclingStats |                 |                            |             |
| Totaltävlingen |                 |                            |             |
| Cyklist | Cyklist         | Lag                        | Tid         |
| 1. | Jay Vine        | UAE Team Emirates          | 11t 41' 31" |
| 2. | Ben O'Connor    | Decathlon-AG2R La Mondiale | + 11"       |
| 3. | Brandon McNulty | UAE Team Emirates          | + 13"       |
| 4. | Ilan Van Wilder | Soudal Quick-Step          | + 21"       |
| 5. | Peio Bilbao     | Bahrain Victorious         | + 22"       |
| 6. | Max Poole       | Team dsm-firmenich PostNL  | + 31"       |
| 7. | Tobias Foss     | Ineos Grenadiers           | + 33"       |
| 8. | Simon Carr      | EF Education-EasyPost      | + 36"       |
| 9. | Mikkel Bjerg    | UAE Team Emirates          | + 37"       |
| 10. | Attila Valter   | Team Visma \| Lease a Bike | + 39"       |

### 5:e etappen
| Al Aqqah - Umm Al Quwain | Flack etapp | (182 km) |

| \| Placeringar i etappen \| Placeringar i etappen \| Placeringar i etappen \| Placeringar i etappen \| Placeringar i etappen \| \| Cyklist \| Cyklist \| Lag \| Tid \| \| \| --------------------- \| --------------------- \| -------------------------- \| --------------------- \| --------------------- \| \| 1. \| Olav Kooij \| Team Visma \\| Lease a Bike \| 4t 08' 38" \| \| \| 2. \| Tim Merlier \| Soudal Quick-Step \| + 0" \| \| \| 3. \| Sam Welsford \| Bora-Hansgrohe \| + 0" \| \| \| 4. \| Simone Consonni \| Lidl-Trek \| + 0" \| \| \| 5. \| Milan Fretin \| Cofidis \| + 0" \| \| \| 6. \| Phil Bauhaus \| Bahrain Victorious \| + 0" \| \| \| 7. \| Dylan Groenewegen \| Team Jayco AlUla \| + 0" \| \| \| 8. \| Tim van Dijke \| Team Visma \\| Lease a Bike \| + 0" \| \| \| 9. \| Kaden Groves \| Alpecin-Deceuninck \| + 0" \| \| \| 10. \| Fabio Jakobsen \| Team dsm-firmenich PostNL \| + 0" \| \| |                   |                            |            |
| |                   |                            |            |
| Källa: ProCyclingStats |                   |                            |            |
| Placeringar i etappen |                   |                            |            |
| Cyklist | Cyklist           | Lag                        | Tid        |
| 1. | Olav Kooij        | Team Visma \| Lease a Bike | 4t 08' 38" |
| 2. | Tim Merlier       | Soudal Quick-Step          | + 0"       |
| 3. | Sam Welsford      | Bora-Hansgrohe             | + 0"       |
| 4. | Simone Consonni   | Lidl-Trek                  | + 0"       |
| 5. | Milan Fretin      | Cofidis                    | + 0"       |
| 6. | Phil Bauhaus      | Bahrain Victorious         | + 0"       |
| 7. | Dylan Groenewegen | Team Jayco AlUla           | + 0"       |
| 8. | Tim van Dijke     | Team Visma \| Lease a Bike | + 0"       |
| 9. | Kaden Groves      | Alpecin-Deceuninck         | + 0"       |
| 10. | Fabio Jakobsen    | Team dsm-firmenich PostNL  | + 0"       |

| \| Totaltävlingen \| Totaltävlingen \| Totaltävlingen \| Totaltävlingen \| Totaltävlingen \| \| Cyklist \| Cyklist \| Lag \| Tid \| \| \| -------------- \| ------------------- \| -------------------------- \| -------------- \| -------------- \| \| 1. \| Jay Vine \| UAE Team Emirates \| 15t 50' 09" \| \| \| 2. \| Ben O'Connor \| Decathlon-AG2R La Mondiale \| + 11" \| \| \| 3. \| Brandon McNulty \| UAE Team Emirates \| + 13" \| \| \| 4. \| Ilan Van Wilder \| Soudal Quick-Step \| + 21" \| \| \| 5. \| Peio Bilbao \| Bahrain Victorious \| + 22" \| \| \| 6. \| Max Poole \| Team dsm-firmenich PostNL \| + 31" \| \| \| 7. \| Tobias Foss \| Ineos Grenadiers \| + 33" \| \| \| 8. \| Simon Carr \| EF Education-EasyPost \| + 36" \| \| \| 9. \| Lennert Van Eetvelt \| Lotto Dstny \| + 37" \| \| \| 10. \| Mikkel Bjerg \| UAE Team Emirates \| + 37" \| \| |                     |                            |             |
| |                     |                            |             |
| Källa: ProCyclingStats |                     |                            |             |
| Totaltävlingen |                     |                            |             |
| Cyklist | Cyklist             | Lag                        | Tid         |
| 1. | Jay Vine            | UAE Team Emirates          | 15t 50' 09" |
| 2. | Ben O'Connor        | Decathlon-AG2R La Mondiale | + 11"       |
| 3. | Brandon McNulty     | UAE Team Emirates          | + 13"       |
| 4. | Ilan Van Wilder     | Soudal Quick-Step          | + 21"       |
| 5. | Peio Bilbao         | Bahrain Victorious         | + 22"       |
| 6. | Max Poole           | Team dsm-firmenich PostNL  | + 31"       |
| 7. | Tobias Foss         | Ineos Grenadiers           | + 33"       |
| 8. | Simon Carr          | EF Education-EasyPost      | + 36"       |
| 9. | Lennert Van Eetvelt | Lotto Dstny                | + 37"       |
| 10. | Mikkel Bjerg        | UAE Team Emirates          | + 37"       |

### 6:e etappen
| Louvre Abu Dhabi - Abu Dhabi Breakwater | Flack etapp | (138 km) |

| \| Placeringar i etappen \| Placeringar i etappen \| Placeringar i etappen \| Placeringar i etappen \| Placeringar i etappen \| \| Cyklist \| Cyklist \| Lag \| Tid \| \| \| --------------------- \| --------------------- \| ---------------------- \| --------------------- \| --------------------- \| \| 1. \| Tim Merlier \| Soudal Quick-Step \| 3t 02' 14" \| \| \| 2. \| Arvid de Kleijn \| Tudor Pro Cycling Team \| + 0" \| \| \| 3. \| Phil Bauhaus \| Bahrain Victorious \| + 0" \| \| \| 4. \| Milan Fretin \| Cofidis \| + 0" \| \| \| 5. \| Gleb Siritsa \| Astana Qazaqstan Team \| + 0" \| \| \| 6. \| Dylan Groenewegen \| Team Jayco AlUla \| + 0" \| \| \| 7. \| Jarne Van De Paar \| Lotto Dstny \| + 0" \| \| \| 8. \| Fernando Gaviria \| Movistar Team \| + 0" \| \| \| 9. \| Juan Sebastián Molano \| UAE Team Emirates \| + 0" \| \| \| 10. \| Simone Consonni \| Lidl-Trek \| + 0" \| \| |                       |                        |            |
| |                       |                        |            |
| Källa: ProCyclingStats |                       |                        |            |
| Placeringar i etappen |                       |                        |            |
| Cyklist | Cyklist               | Lag                    | Tid        |
| 1. | Tim Merlier           | Soudal Quick-Step      | 3t 02' 14" |
| 2. | Arvid de Kleijn       | Tudor Pro Cycling Team | + 0"       |
| 3. | Phil Bauhaus          | Bahrain Victorious     | + 0"       |
| 4. | Milan Fretin          | Cofidis                | + 0"       |
| 5. | Gleb Siritsa          | Astana Qazaqstan Team  | + 0"       |
| 6. | Dylan Groenewegen     | Team Jayco AlUla       | + 0"       |
| 7. | Jarne Van De Paar     | Lotto Dstny            | + 0"       |
| 8. | Fernando Gaviria      | Movistar Team          | + 0"       |
| 9. | Juan Sebastián Molano | UAE Team Emirates      | + 0"       |
| 10. | Simone Consonni       | Lidl-Trek              | + 0"       |

| \| Totaltävlingen \| Totaltävlingen \| Totaltävlingen \| Totaltävlingen \| Totaltävlingen \| \| Cyklist \| Cyklist \| Lag \| Tid \| \| \| -------------- \| ------------------- \| -------------------------- \| -------------- \| -------------- \| \| 1. \| Jay Vine \| UAE Team Emirates \| 18t 52' 23" \| \| \| 2. \| Ben O'Connor \| Decathlon-AG2R La Mondiale \| + 11" \| \| \| 3. \| Brandon McNulty \| UAE Team Emirates \| + 13" \| \| \| 4. \| Ilan Van Wilder \| Soudal Quick-Step \| + 21" \| \| \| 5. \| Peio Bilbao \| Bahrain Victorious \| + 22" \| \| \| 6. \| Max Poole \| Team dsm-firmenich PostNL \| + 31" \| \| \| 7. \| Tobias Foss \| Ineos Grenadiers \| + 33" \| \| \| 8. \| Simon Carr \| EF Education-EasyPost \| + 36" \| \| \| 9. \| Lennert Van Eetvelt \| Lotto Dstny \| + 37" \| \| \| 10. \| Mikkel Bjerg \| UAE Team Emirates \| + 37" \| \| |                     |                            |             |
| |                     |                            |             |
| Källa: ProCyclingStats |                     |                            |             |
| Totaltävlingen |                     |                            |             |
| Cyklist | Cyklist             | Lag                        | Tid         |
| 1. | Jay Vine            | UAE Team Emirates          | 18t 52' 23" |
| 2. | Ben O'Connor        | Decathlon-AG2R La Mondiale | + 11"       |
| 3. | Brandon McNulty     | UAE Team Emirates          | + 13"       |
| 4. | Ilan Van Wilder     | Soudal Quick-Step          | + 21"       |
| 5. | Peio Bilbao         | Bahrain Victorious         | + 22"       |
| 6. | Max Poole           | Team dsm-firmenich PostNL  | + 31"       |
| 7. | Tobias Foss         | Ineos Grenadiers           | + 33"       |
| 8. | Simon Carr          | EF Education-EasyPost      | + 36"       |
| 9. | Lennert Van Eetvelt | Lotto Dstny                | + 37"       |
| 10. | Mikkel Bjerg        | UAE Team Emirates          | + 37"       |

### 7:e etappen
| al-Ayn - Jabal Ḩafīt | Kuperat | (161 km) |

| \| Placeringar i etappen \| Placeringar i etappen \| Placeringar i etappen \| Placeringar i etappen \| Placeringar i etappen \| \| Cyklist \| Cyklist \| Lag \| Tid \| \| \| --------------------- \| --------------------- \| -------------------------- \| --------------------- \| --------------------- \| \| 1. \| Lennert Van Eetvelt \| Lotto Dstny \| 3t 38' 28" \| \| \| 2. \| Peio Bilbao \| Bahrain Victorious \| + 22" \| \| \| 3. \| Ben O'Connor \| Decathlon-AG2R La Mondiale \| + 22" \| \| \| 4. \| Michael Storer \| Tudor Pro Cycling Team \| + 22" \| \| \| 5. \| Attila Valter \| Team Visma \\| Lease a Bike \| + 22" \| \| \| 6. \| Carlos Verona \| Lidl-Trek \| + 22" \| \| \| 7. \| Ilan Van Wilder \| Soudal Quick-Step \| + 27" \| \| \| 8. \| Brandon Rivera \| Ineos Grenadiers \| + 38" \| \| \| 9. \| Einer Rubio \| Movistar Team \| + 38" \| \| \| 10. \| Bart Lemmen \| Team Visma \\| Lease a Bike \| + 47" \| \| |                     |                            |            |
| |                     |                            |            |
| Källa: ProCyclingStats |                     |                            |            |
| Placeringar i etappen |                     |                            |            |
| Cyklist | Cyklist             | Lag                        | Tid        |
| 1. | Lennert Van Eetvelt | Lotto Dstny                | 3t 38' 28" |
| 2. | Peio Bilbao         | Bahrain Victorious         | + 22"      |
| 3. | Ben O'Connor        | Decathlon-AG2R La Mondiale | + 22"      |
| 4. | Michael Storer      | Tudor Pro Cycling Team     | + 22"      |
| 5. | Attila Valter       | Team Visma \| Lease a Bike | + 22"      |
| 6. | Carlos Verona       | Lidl-Trek                  | + 22"      |
| 7. | Ilan Van Wilder     | Soudal Quick-Step          | + 27"      |
| 8. | Brandon Rivera      | Ineos Grenadiers           | + 38"      |
| 9. | Einer Rubio         | Movistar Team              | + 38"      |
| 10. | Bart Lemmen         | Team Visma \| Lease a Bike | + 47"      |

## Resultat

### Sammanlagt
| \| Totaltävlingen \| Totaltävlingen \| Totaltävlingen \| Totaltävlingen \| Totaltävlingen \| \| Cyklist \| Cyklist \| Lag \| Tid \| \| \| -------------- \| ------------------- \| -------------------------- \| -------------- \| -------------- \| \| 1. \| Lennert Van Eetvelt \| Lotto Dstny \| 22t 31' 18" \| \| \| 2. \| Ben O'Connor \| Decathlon-AG2R La Mondiale \| + 2" \| \| \| 3. \| Peio Bilbao \| Bahrain Victorious \| + 11" \| \| \| 4. \| Ilan Van Wilder \| Soudal Quick-Step \| + 21" \| \| \| 5. \| Attila Valter \| Team Visma \\| Lease a Bike \| + 34" \| \| \| 6. \| Michael Storer \| Tudor Pro Cycling Team \| + 36" \| \| \| 7. \| Max Poole \| Team dsm-firmenich PostNL \| + 55" \| \| \| 8. \| Brandon Rivera \| Ineos Grenadiers \| + 1' 00" \| \| \| 9. \| Carlos Verona \| Lidl-Trek \| + 1' 09" \| \| \| 10. \| Bart Lemmen \| Team Visma \\| Lease a Bike \| + 1' 13" \| \| |                     |                            |             |
| |                     |                            |             |
| Källa: ProCyclingStats |                     |                            |             |
| Totaltävlingen |                     |                            |             |
| Cyklist | Cyklist             | Lag                        | Tid         |
| 1. | Lennert Van Eetvelt | Lotto Dstny                | 22t 31' 18" |
| 2. | Ben O'Connor        | Decathlon-AG2R La Mondiale | + 2"        |
| 3. | Peio Bilbao         | Bahrain Victorious         | + 11"       |
| 4. | Ilan Van Wilder     | Soudal Quick-Step          | + 21"       |
| 5. | Attila Valter       | Team Visma \| Lease a Bike | + 34"       |
| 6. | Michael Storer      | Tudor Pro Cycling Team     | + 36"       |
| 7. | Max Poole           | Team dsm-firmenich PostNL  | + 55"       |
| 8. | Brandon Rivera      | Ineos Grenadiers           | + 1' 00"    |
| 9. | Carlos Verona       | Lidl-Trek                  | + 1' 09"    |
| 10. | Bart Lemmen         | Team Visma \| Lease a Bike | + 1' 13"    |

### Övriga tävlingar
| Poängtävlingen | Poängtävlingen      | Poängtävlingen             | Poängtävlingen | Poängtävlingen |
| Cyklist        | Cyklist             | Lag                        | Poäng          |                |
| -------------- | ------------------- | -------------------------- | -------------- | -------------- |
| 1.             | Tim Merlier         | Soudal Quick-Step          | 76 poäng       |                |
| 2.             | Mark Stewart        | Team Corratec-Vini Fantini | 56 poäng       |                |
| 3.             | Lennert Van Eetvelt | Lotto Dstny                | 48 poäng       |                |
| 4.             | Arvid de Kleijn     | Tudor Pro Cycling Team     | 48 poäng       |                |
| 5.             | Ben O'Connor        | Decathlon-AG2R La Mondiale | 32 poäng       |                |
| 6.             | Olav Kooij          | Team Visma \| Lease a Bike | 32 poäng       |                |
| 7.             | Jay Vine            | UAE Team Emirates          | 32 poäng       |                |
| 8.             | Peio Bilbao         | Bahrain Victorious         | 25 poäng       |                |
| 9.             | Phil Bauhaus        | Bahrain Victorious         | 22 poäng       |                |
| 10.            | Brandon McNulty     | UAE Team Emirates          | 21 poäng       |                |

| Poängtävlingen | Poängtävlingen      | Poängtävlingen             | Poängtävlingen | Poängtävlingen |
| Cyklist        | Cyklist             | Lag                        | Poäng          |                |
| -------------- | ------------------- | -------------------------- | -------------- | -------------- |
| 1.             | Tim Merlier         | Soudal Quick-Step          | 76 poäng       |                |
| 2.             | Mark Stewart        | Team Corratec-Vini Fantini | 56 poäng       |                |
| 3.             | Lennert Van Eetvelt | Lotto Dstny                | 48 poäng       |                |
| 4.             | Arvid de Kleijn     | Tudor Pro Cycling Team     | 48 poäng       |                |
| 5.             | Ben O'Connor        | Decathlon-AG2R La Mondiale | 32 poäng       |                |
| 6.             | Olav Kooij          | Team Visma \| Lease a Bike | 32 poäng       |                |
| 7.             | Jay Vine            | UAE Team Emirates          | 32 poäng       |                |
| 8.             | Peio Bilbao         | Bahrain Victorious         | 25 poäng       |                |
| 9.             | Phil Bauhaus        | Bahrain Victorious         | 22 poäng       |                |
| 10.            | Brandon McNulty     | UAE Team Emirates          | 21 poäng       |                |

| Sprinttävlingen | Sprinttävlingen       | Sprinttävlingen            | Sprinttävlingen | Sprinttävlingen |
| Cyklist         | Cyklist               | Lag                        | Poäng           |                 |
| --------------- | --------------------- | -------------------------- | --------------- | --------------- |
| 1.              | Mark Stewart          | Team Corratec-Vini Fantini | 56 poäng        |                 |
| 2.              | Marco Murgano         | Team Corratec-Vini Fantini | 20 poäng        |                 |
| 3.              | Jonas Rickaert        | Alpecin-Deceuninck         | 18 poäng        |                 |
| 4.              | Harm Vanhoucke        | Lotto Dstny                | 18 poäng        |                 |
| 5.              | Lennert Van Eetvelt   | Lotto Dstny                | 16 poäng        |                 |
| 6.              | Juan Pedro López      | Lidl-Trek                  | 16 poäng        |                 |
| 7.              | Silvan Dillier        | Alpecin-Deceuninck         | 11 poäng        |                 |
| 8.              | Jacopo Mosca          | Lidl-Trek                  | 8 poäng         |                 |
| 9.              | Juan Sebastián Molano | UAE Team Emirates          | 8 poäng         |                 |
| 10.             | Cameron Scott         | Bahrain Victorious         | 6 poäng         |                 |

| Sprinttävlingen | Sprinttävlingen       | Sprinttävlingen            | Sprinttävlingen | Sprinttävlingen |
| Cyklist         | Cyklist               | Lag                        | Poäng           |                 |
| --------------- | --------------------- | -------------------------- | --------------- | --------------- |
| 1.              | Mark Stewart          | Team Corratec-Vini Fantini | 56 poäng        |                 |
| 2.              | Marco Murgano         | Team Corratec-Vini Fantini | 20 poäng        |                 |
| 3.              | Jonas Rickaert        | Alpecin-Deceuninck         | 18 poäng        |                 |
| 4.              | Harm Vanhoucke        | Lotto Dstny                | 18 poäng        |                 |
| 5.              | Lennert Van Eetvelt   | Lotto Dstny                | 16 poäng        |                 |
| 6.              | Juan Pedro López      | Lidl-Trek                  | 16 poäng        |                 |
| 7.              | Silvan Dillier        | Alpecin-Deceuninck         | 11 poäng        |                 |
| 8.              | Jacopo Mosca          | Lidl-Trek                  | 8 poäng         |                 |
| 9.              | Juan Sebastián Molano | UAE Team Emirates          | 8 poäng         |                 |
| 10.             | Cameron Scott         | Bahrain Victorious         | 6 poäng         |                 |

| Ungdomstävlingen | Ungdomstävlingen    | Ungdomstävlingen          | Ungdomstävlingen | Ungdomstävlingen |
| Cyklist          | Cyklist             | Lag                       | Tid              |                  |
| ---------------- | ------------------- | ------------------------- | ---------------- | ---------------- |
| 1.               | Lennert Van Eetvelt | Lotto Dstny               | 22t 31' 18"      |                  |
| 2.               | Ilan Van Wilder     | Soudal Quick-Step         | + 21"            |                  |
| 3.               | Max Poole           | Team dsm-firmenich PostNL | + 55"            |                  |
| 4.               | Matthew Riccitello  | Israel-Premier Tech       | + 1' 27"         |                  |
| 5.               | Harold Martín López | Astana Qazaqstan Team     | + 1' 48"         |                  |
| 6.               | Mauri Vansevenant   | Soudal Quick-Step         | + 2' 12"         |                  |
| 7.               | Natnael Tesfatsion  | Lidl-Trek                 | + 3' 34"         |                  |
| 8.               | Jesús David Peña    | Team Jayco AlUla          | + 4' 02"         |                  |
| 9.               | Iván Romeo          | Movistar Team             | + 4' 34"         |                  |
| 10.              | Kevin Colleoni      | Intermarché-Wanty         | + 10' 23"        |                  |

| Ungdomstävlingen | Ungdomstävlingen    | Ungdomstävlingen          | Ungdomstävlingen | Ungdomstävlingen |
| Cyklist          | Cyklist             | Lag                       | Tid              |                  |
| ---------------- | ------------------- | ------------------------- | ---------------- | ---------------- |
| 1.               | Lennert Van Eetvelt | Lotto Dstny               | 22t 31' 18"      |                  |
| 2.               | Ilan Van Wilder     | Soudal Quick-Step         | + 21"            |                  |
| 3.               | Max Poole           | Team dsm-firmenich PostNL | + 55"            |                  |
| 4.               | Matthew Riccitello  | Israel-Premier Tech       | + 1' 27"         |                  |
| 5.               | Harold Martín López | Astana Qazaqstan Team     | + 1' 48"         |                  |
| 6.               | Mauri Vansevenant   | Soudal Quick-Step         | + 2' 12"         |                  |
| 7.               | Natnael Tesfatsion  | Lidl-Trek                 | + 3' 34"         |                  |
| 8.               | Jesús David Peña    | Team Jayco AlUla          | + 4' 02"         |                  |
| 9.               | Iván Romeo          | Movistar Team             | + 4' 34"         |                  |
| 10.              | Kevin Colleoni      | Intermarché-Wanty         | + 10' 23"        |                  |

| Lagtävlingen | Lagtävlingen               | Lagtävlingen | Lagtävlingen |
| Lag          | Lag                        | Tid          |              |
| ------------ | -------------------------- | ------------ | ------------ |
| 1.           | Lidl-Trek                  | 67t 38' 53"  |              |
| 2.           | Soudal Quick-Step          | + 2' 50"     |              |
| 3.           | Bahrain Victorious         | + 5' 26"     |              |
| 4.           | Ineos Grenadiers           | + 6' 53"     |              |
| 5.           | Movistar Team              | + 7' 40"     |              |
| 6.           | Team Visma \| Lease a Bike | + 11' 43"    |              |
| 7.           | Decathlon-AG2R La Mondiale | + 14' 22"    |              |
| 8.           | Bora-Hansgrohe             | + 14' 51"    |              |
| 9.           | Israel-Premier Tech        | + 20' 00"    |              |
| 10.          | UAE Team Emirates          | + 20' 30"    |              |

| Lagtävlingen | Lagtävlingen               | Lagtävlingen | Lagtävlingen |
| Lag          | Lag                        | Tid          |              |
| ------------ | -------------------------- | ------------ | ------------ |
| 1.           | Lidl-Trek                  | 67t 38' 53"  |              |
| 2.           | Soudal Quick-Step          | + 2' 50"     |              |
| 3.           | Bahrain Victorious         | + 5' 26"     |              |
| 4.           | Ineos Grenadiers           | + 6' 53"     |              |
| 5.           | Movistar Team              | + 7' 40"     |              |
| 6.           | Team Visma \| Lease a Bike | + 11' 43"    |              |
| 7.           | Decathlon-AG2R La Mondiale | + 14' 22"    |              |
| 8.           | Bora-Hansgrohe             | + 14' 51"    |              |
| 9.           | Israel-Premier Tech        | + 20' 00"    |              |
| 10.          | UAE Team Emirates          | + 20' 30"    |              |

## Startlista
| UAE Team Emirates UAD | UAE Team Emirates UAD             | UAE Team Emirates UAD |
| --------------------- | --------------------------------- | --------------------- |
| #                     | Cyklist                           | Placering             |
| 1                     | Adam Yates (GBR)                  | DNF-3                 |
| 2                     | Ivo Oliveira (POR) (landsväg)     | 123.                  |
| 3                     | Mikkel Bjerg (DEN)                | 15.                   |
| 4                     | Vegard Stake Laengen (NOR)        | 90.                   |
| 5                     | Brandon McNulty (USA) (tempolopp) | 57.                   |
| 6                     | Juan Sebastián Molano (COL)       | 124.                  |
| 7                     | Jay Vine (AUS)                    | 22.                   |

| Alpecin-Deceuninck ADC | Alpecin-Deceuninck ADC      | Alpecin-Deceuninck ADC |
| ---------------------- | --------------------------- | ---------------------- |
| #                      | Cyklist                     | Placering              |
| 11                     | Kaden Groves (AUS)          | 97.                    |
| 12                     | Maurice Ballerstedt (GER)   | 105.                   |
| 13                     | Silvan Dillier (SUI)        | 50.                    |
| 14                     | Jason Osborne (GER)         | DNF-7                  |
| 15                     | Jonas Rickaert (BEL)        | 69.                    |
| 16                     | Henri Uhlig (GER)           | 43.                    |
| 17                     | Fabio Van den Bossche (BEL) | 52.                    |

| Astana Qazaqstan Team AST | Astana Qazaqstan Team AST | Astana Qazaqstan Team AST |
| ------------------------- | ------------------------- | ------------------------- |
| #                         | Cyklist                   | Placering                 |
| 21                        | Mark Cavendish (GBR)      | DNS-6                     |
| 22                        | Michele Gazzoli (ITA)     | 118.                      |
| 23                        | Dmitriy Gruzdev (KAZ)     | 108.                      |
| 24                        | Harold Martín López (ECU) | 14.                       |
| 25                        | Michael Mørkøv (DEN)      | 127.                      |
| 26                        | Gleb Siritsa              | 122.                      |
| 27                        | Harold Tejada (COL)       | 24.                       |

| Bahrain Victorious TBV | Bahrain Victorious TBV      | Bahrain Victorious TBV |
| ---------------------- | --------------------------- | ---------------------- |
| #                      | Cyklist                     | Placering              |
| 31                     | Peio Bilbao (ESP)           | 3.                     |
| 32                     | Nikias Arndt (GER)          | 38.                    |
| 33                     | Phil Bauhaus (GER)          | 111.                   |
| 34                     | Rainer Kepplinger (AUT)     | DNS-5                  |
| 35                     | Johan Price-Pejtersen (DEN) | 117.                   |
| 36                     | Cameron Scott (AUS)         | 99.                    |
| 37                     | Torstein Træen (NOR)        | 29.                    |

| Bora-Hansgrohe BOH | Bora-Hansgrohe BOH                | Bora-Hansgrohe BOH |
| ------------------ | --------------------------------- | ------------------ |
| #                  | Cyklist                           | Placering          |
| 41                 | Sam Welsford (AUS)                | 82.                |
| 42                 | Emanuel Buchmann (GER) (landsväg) | 27.                |
| 43                 | Patrick Gamper (AUT) (tempolopp)  | 63.                |
| 44                 | Filip Maciejuk (POL)              | 47.                |
| 45                 | Ryan Mullen (IRL) (tempolopp)     | 85.                |
| 46                 | Danny van Poppel (NED)            | 84.                |
| 47                 | Ben Zwiehoff (GER)                | 17.                |

| Cofidis COF | Cofidis COF                   | Cofidis COF |
| ----------- | ----------------------------- | ----------- |
| #           | Cyklist                       | Placering   |
| 51          | Kenny Elissonde (FRA)         | DNF-7       |
| 52          | Stanisław Aniołkowski (POL)   | 87.         |
| 53          | Rubén Fernández Andújar (ESP) | 30.         |
| 54          | Eddy Finé (FRA)               | 71.         |
| 55          | Milan Fretin (BEL)            | 109.        |
| 56          | Christophe Noppe (BEL)        | 112.        |
| 57          | Hugo Toumire (FRA)            | 39.         |

| Team Corratec-Vini Fantini COR | Team Corratec-Vini Fantini COR | Team Corratec-Vini Fantini COR |
| ------------------------------ | ------------------------------ | ------------------------------ |
| #                              | Cyklist                        | Placering                      |
| 61                             | Jakub Mareczko (ITA)           | DNF-7                          |
| 62                             | Alessandro Monaco (ITA)        | 68.                            |
| 63                             | Marco Murgano (ITA)            | 76.                            |
| 64                             | Andriy Ponomar (UKR)           | 42.                            |
| 65                             | Mark Stewart (GBR)             | 86.                            |
| 66                             | Attilio Viviani (ITA)          | 80.                            |
| 67                             | Samuele Zambelli (ITA)         | 129.                           |

| Decathlon-AG2R La Mondiale DAT | Decathlon-AG2R La Mondiale DAT | Decathlon-AG2R La Mondiale DAT |
| ------------------------------ | ------------------------------ | ------------------------------ |
| #                              | Cyklist                        | Placering                      |
| 71                             | Sam Bennett (IRL)              | 125.                           |
| 72                             | Bruno Armirail (FRA)           | 37.                            |
| 73                             | Ben O'Connor (AUS)             | 2.                             |
| 74                             | Valentin Paret-Peintre (FRA)   | 36.                            |
| 75                             | Gianluca Pollefliet (BEL)      | 98.                            |
| 76                             | Nicolas Prodhomme (FRA)        | 32.                            |
| 77                             | Valentin Retailleau (FRA)      | 60.                            |

| EF Education-EasyPost EFE | EF Education-EasyPost EFE | EF Education-EasyPost EFE |
| ------------------------- | ------------------------- | ------------------------- |
| #                         | Cyklist                   | Placering                 |
| 81                        | Simon Carr (GBR)          | 20.                       |
| 82                        | Stefan de Bod (RSA)       | DNF-1                     |
| 83                        | Markel Beloki (ESP)       | 72.                       |
| 84                        | Sean Quinn (USA)          | 40.                       |
| 85                        | Jack Rootkin-Gray (GBR)   | 106.                      |
| 86                        | Georg Steinhauser (GER)   | DNS-2                     |
| 87                        | Jardi van der Lee (NED)   | 41.                       |

| Ineos Grenadiers IGD | Ineos Grenadiers IGD  | Ineos Grenadiers IGD |
| -------------------- | --------------------- | -------------------- |
| #                    | Cyklist               | Placering            |
| 91                   | Elia Viviani (ITA)    | 110.                 |
| 92                   | Andrew August (USA)   | 55.                  |
| 93                   | Tobias Foss (NOR)     | 11.                  |
| 94                   | Michael Leonard (CAN) | 100.                 |
| 95                   | Brandon Rivera (COL)  | 8.                   |
| 96                   | Óscar Rodríguez (ESP) | 31.                  |
| 97                   | Ben Swift (GBR)       | 56.                  |

| Intermarché-Wanty IWA | Intermarché-Wanty IWA   | Intermarché-Wanty IWA |
| --------------------- | ----------------------- | --------------------- |
| #                     | Cyklist                 | Placering             |
| 101                   | Louis Meintjes (RSA)    | 33.                   |
| 102                   | Kevin Colleoni (ITA)    | 35.                   |
| 103                   | Alexy Faure Prost (FRA) | 51.                   |
| 104                   | Arne Marit (BEL)        | 115.                  |
| 105                   | Tom Paquot (BEL)        | 48.                   |
| 106                   | Gijs Van Hoecke (BEL)   | 94.                   |
| 107                   | Boy van Poppel (NED)    | 114.                  |

| Israel-Premier Tech IPT | Israel-Premier Tech IPT      | Israel-Premier Tech IPT |
| ----------------------- | ---------------------------- | ----------------------- |
| #                       | Cyklist                      | Placering               |
| 111                     | Pascal Ackermann (GER)       | 120.                    |
| 112                     | George Bennett (NZL)         | 25.                     |
| 113                     | Oded Kogut (ISR) (tempolopp) | 101.                    |
| 114                     | Matthew Riccitello (USA)     | 12.                     |
| 115                     | Mads Würtz Schmidt (DEN)     | 61.                     |
| 116                     | Michael Schwarzmann (GER)    | 113.                    |
| 117                     | Rick Zabel (GER)             | 96.                     |

| Lidl-Trek LTK | Lidl-Trek LTK            | Lidl-Trek LTK |
| ------------- | ------------------------ | ------------- |
| #             | Cyklist                  | Placering     |
| 121           | Juan Pedro López (ESP)   | 16.           |
| 122           | Dario Cataldo (ITA)      | 70.           |
| 123           | Simone Consonni (ITA)    | 67.           |
| 124           | Patrick Konrad (AUT)     | 19.           |
| 125           | Jacopo Mosca (ITA)       | 34.           |
| 126           | Natnael Tesfatsion (ERI) | 21.           |
| 127           | Carlos Verona (ESP)      | 9.            |

| Lotto Dstny LTD | Lotto Dstny LTD           | Lotto Dstny LTD |
| --------------- | ------------------------- | --------------- |
| #               | Cyklist                   | Placering       |
| 131             | Thomas De Gendt (BEL)     | DNF-7           |
| 132             | Johannes Adamietz (GER)   | 44.             |
| 133             | Jacopo Guarnieri (ITA)    | 89.             |
| 134             | Jarne Van De Paar (BEL)   | 91.             |
| 135             | Lennert Van Eetvelt (BEL) | 1.              |
| 136             | Henri Vandenabeele (BEL)  | 79.             |
| 137             | Harm Vanhoucke (BEL)      | 46.             |

| Movistar Team MOV | Movistar Team MOV              | Movistar Team MOV |
| ----------------- | ------------------------------ | ----------------- |
| #                 | Cyklist                        | Placering         |
| 141               | Einer Rubio (COL)              | 13.               |
| 142               | Rémi Cavagna (FRA) (tempolopp) | 59.               |
| 143               | Davide Cimolai (ITA)           | 121.              |
| 144               | Fernando Gaviria (COL)         | DNS-7             |
| 145               | Lorenzo Milesi (ITA)           | 45.               |
| 146               | Iván Romeo (ESP)               | 26.               |
| 147               | Pelayo Sánchez (ESP)           | 65.               |

| Soudal Quick-Step SOQ | Soudal Quick-Step SOQ    | Soudal Quick-Step SOQ |
| --------------------- | ------------------------ | --------------------- |
| #                     | Cyklist                  | Placering             |
| 151                   | Tim Merlier (BEL)        | 102.                  |
| 152                   | Ayco Bastiaens (BEL)     | 93.                   |
| 153                   | Jan Hirt (CZE)           | 28.                   |
| 154                   | Bert Van Lerberghe (BEL) | 103.                  |
| 155                   | Ilan Van Wilder (BEL)    | 4.                    |
| 156                   | Mauri Vansevenant (BEL)  | 18.                   |
| 157                   | Jordi Warlop (BEL)       | 104.                  |

| Team dsm-firmenich PostNL DFP | Team dsm-firmenich PostNL DFP | Team dsm-firmenich PostNL DFP |
| ----------------------------- | ----------------------------- | ----------------------------- |
| #                             | Cyklist                       | Placering                     |
| 161                           | Fabio Jakobsen (NED)          | 128.                          |
| 162                           | Tobias Lund Andresen (DEN)    | 77.                           |
| 163                           | Alexander Edmondson (AUS)     | 92.                           |
| 164                           | Enzo Leijnse (NED)            | 81.                           |
| 165                           | Max Poole (GBR)               | 7.                            |
| 166                           | Timo Roosen (NED)             | 73.                           |
| 167                           | Julius van den Berg (NED)     | 126.                          |

| Team Jayco AlUla JAY | Team Jayco AlUla JAY    | Team Jayco AlUla JAY |
| -------------------- | ----------------------- | -------------------- |
| #                    | Cyklist                 | Placering            |
| 171                  | Dylan Groenewegen (NED) | 107.                 |
| 172                  | Edward Dunbar (IRL)     | DNS-2                |
| 173                  | Jan Maas (NED)          | 49.                  |
| 174                  | Luka Mezgec (SLO)       | 78.                  |
| 175                  | Kelland O'Brien (AUS)   | 64.                  |
| 176                  | Jesús David Peña (COL)  | 23.                  |
| 177                  | Elmar Reinders (NED)    | 83.                  |

| Team Visma \| Lease a Bike TVL | Team Visma \| Lease a Bike TVL               | Team Visma \| Lease a Bike TVL |
| ------------------------------ | -------------------------------------------- | ------------------------------ |
| #                              | Cyklist                                      | Placering                      |
| 181                            | Olav Kooij (NED)                             | 74.                            |
| 182                            | Bart Lemmen (NED)                            | 10.                            |
| 183                            | Attila Valter (HUN) (landsväg och tempolopp) | 5.                             |
| 184                            | Loe van Belle (NED)                          | 53.                            |
| 185                            | Tosh Van der Sande (BEL)                     | 66.                            |
| 186                            | Mick van Dijke (NED)                         | 54.                            |
| 187                            | Tim van Dijke (NED)                          | 62.                            |

| Tudor Pro Cycling Team TUD | Tudor Pro Cycling Team TUD     | Tudor Pro Cycling Team TUD |
| -------------------------- | ------------------------------ | -------------------------- |
| #                          | Cyklist                        | Placering                  |
| 191                        | Arvid de Kleijn (NED)          | 116.                       |
| 192                        | Nils Brun (SUI)                | 58.                        |
| 193                        | Sebastian Kolze Changizi (DEN) | 95.                        |
| 194                        | Rick Pluimers (NED)            | 88.                        |
| 195                        | Michael Storer (AUS)           | 6.                         |
| 196                        | Florian Stork (GER)            | 75.                        |
| 197                        | Maikel Zijlaard (NED)          | 119.                       |

| UAE Team Emirates UAD | UAE Team Emirates UAD             | UAE Team Emirates UAD |
| --------------------- | --------------------------------- | --------------------- |
| #                     | Cyklist                           | Placering             |
| 1                     | Adam Yates (GBR)                  | DNF-3                 |
| 2                     | Ivo Oliveira (POR) (landsväg)     | 123.                  |
| 3                     | Mikkel Bjerg (DEN)                | 15.                   |
| 4                     | Vegard Stake Laengen (NOR)        | 90.                   |
| 5                     | Brandon McNulty (USA) (tempolopp) | 57.                   |
| 6                     | Juan Sebastián Molano (COL)       | 124.                  |
| 7                     | Jay Vine (AUS)                    | 22.                   |

| Alpecin-Deceuninck ADC | Alpecin-Deceuninck ADC      | Alpecin-Deceuninck ADC |
| ---------------------- | --------------------------- | ---------------------- |
| #                      | Cyklist                     | Placering              |
| 11                     | Kaden Groves (AUS)          | 97.                    |
| 12                     | Maurice Ballerstedt (GER)   | 105.                   |
| 13                     | Silvan Dillier (SUI)        | 50.                    |
| 14                     | Jason Osborne (GER)         | DNF-7                  |
| 15                     | Jonas Rickaert (BEL)        | 69.                    |
| 16                     | Henri Uhlig (GER)           | 43.                    |
| 17                     | Fabio Van den Bossche (BEL) | 52.                    |

| Astana Qazaqstan Team AST | Astana Qazaqstan Team AST | Astana Qazaqstan Team AST |
| ------------------------- | ------------------------- | ------------------------- |
| #                         | Cyklist                   | Placering                 |
| 21                        | Mark Cavendish (GBR)      | DNS-6                     |
| 22                        | Michele Gazzoli (ITA)     | 118.                      |
| 23                        | Dmitriy Gruzdev (KAZ)     | 108.                      |
| 24                        | Harold Martín López (ECU) | 14.                       |
| 25                        | Michael Mørkøv (DEN)      | 127.                      |
| 26                        | Gleb Siritsa              | 122.                      |
| 27                        | Harold Tejada (COL)       | 24.                       |

| Bahrain Victorious TBV | Bahrain Victorious TBV      | Bahrain Victorious TBV |
| ---------------------- | --------------------------- | ---------------------- |
| #                      | Cyklist                     | Placering              |
| 31                     | Peio Bilbao (ESP)           | 3.                     |
| 32                     | Nikias Arndt (GER)          | 38.                    |
| 33                     | Phil Bauhaus (GER)          | 111.                   |
| 34                     | Rainer Kepplinger (AUT)     | DNS-5                  |
| 35                     | Johan Price-Pejtersen (DEN) | 117.                   |
| 36                     | Cameron Scott (AUS)         | 99.                    |
| 37                     | Torstein Træen (NOR)        | 29.                    |

| Bora-Hansgrohe BOH | Bora-Hansgrohe BOH                | Bora-Hansgrohe BOH |
| ------------------ | --------------------------------- | ------------------ |
| #                  | Cyklist                           | Placering          |
| 41                 | Sam Welsford (AUS)                | 82.                |
| 42                 | Emanuel Buchmann (GER) (landsväg) | 27.                |
| 43                 | Patrick Gamper (AUT) (tempolopp)  | 63.                |
| 44                 | Filip Maciejuk (POL)              | 47.                |
| 45                 | Ryan Mullen (IRL) (tempolopp)     | 85.                |
| 46                 | Danny van Poppel (NED)            | 84.                |
| 47                 | Ben Zwiehoff (GER)                | 17.                |

| Cofidis COF | Cofidis COF                   | Cofidis COF |
| ----------- | ----------------------------- | ----------- |
| #           | Cyklist                       | Placering   |
| 51          | Kenny Elissonde (FRA)         | DNF-7       |
| 52          | Stanisław Aniołkowski (POL)   | 87.         |
| 53          | Rubén Fernández Andújar (ESP) | 30.         |
| 54          | Eddy Finé (FRA)               | 71.         |
| 55          | Milan Fretin (BEL)            | 109.        |
| 56          | Christophe Noppe (BEL)        | 112.        |
| 57          | Hugo Toumire (FRA)            | 39.         |

| Team Corratec-Vini Fantini COR | Team Corratec-Vini Fantini COR | Team Corratec-Vini Fantini COR |
| ------------------------------ | ------------------------------ | ------------------------------ |
| #                              | Cyklist                        | Placering                      |
| 61                             | Jakub Mareczko (ITA)           | DNF-7                          |
| 62                             | Alessandro Monaco (ITA)        | 68.                            |
| 63                             | Marco Murgano (ITA)            | 76.                            |
| 64                             | Andriy Ponomar (UKR)           | 42.                            |
| 65                             | Mark Stewart (GBR)             | 86.                            |
| 66                             | Attilio Viviani (ITA)          | 80.                            |
| 67                             | Samuele Zambelli (ITA)         | 129.                           |

| Decathlon-AG2R La Mondiale DAT | Decathlon-AG2R La Mondiale DAT | Decathlon-AG2R La Mondiale DAT |
| ------------------------------ | ------------------------------ | ------------------------------ |
| #                              | Cyklist                        | Placering                      |
| 71                             | Sam Bennett (IRL)              | 125.                           |
| 72                             | Bruno Armirail (FRA)           | 37.                            |
| 73                             | Ben O'Connor (AUS)             | 2.                             |
| 74                             | Valentin Paret-Peintre (FRA)   | 36.                            |
| 75                             | Gianluca Pollefliet (BEL)      | 98.                            |
| 76                             | Nicolas Prodhomme (FRA)        | 32.                            |
| 77                             | Valentin Retailleau (FRA)      | 60.                            |

| EF Education-EasyPost EFE | EF Education-EasyPost EFE | EF Education-EasyPost EFE |
| ------------------------- | ------------------------- | ------------------------- |
| #                         | Cyklist                   | Placering                 |
| 81                        | Simon Carr (GBR)          | 20.                       |
| 82                        | Stefan de Bod (RSA)       | DNF-1                     |
| 83                        | Markel Beloki (ESP)       | 72.                       |
| 84                        | Sean Quinn (USA)          | 40.                       |
| 85                        | Jack Rootkin-Gray (GBR)   | 106.                      |
| 86                        | Georg Steinhauser (GER)   | DNS-2                     |
| 87                        | Jardi van der Lee (NED)   | 41.                       |

| Ineos Grenadiers IGD | Ineos Grenadiers IGD  | Ineos Grenadiers IGD |
| -------------------- | --------------------- | -------------------- |
| #                    | Cyklist               | Placering            |
| 91                   | Elia Viviani (ITA)    | 110.                 |
| 92                   | Andrew August (USA)   | 55.                  |
| 93                   | Tobias Foss (NOR)     | 11.                  |
| 94                   | Michael Leonard (CAN) | 100.                 |
| 95                   | Brandon Rivera (COL)  | 8.                   |
| 96                   | Óscar Rodríguez (ESP) | 31.                  |
| 97                   | Ben Swift (GBR)       | 56.                  |

| Intermarché-Wanty IWA | Intermarché-Wanty IWA   | Intermarché-Wanty IWA |
| --------------------- | ----------------------- | --------------------- |
| #                     | Cyklist                 | Placering             |
| 101                   | Louis Meintjes (RSA)    | 33.                   |
| 102                   | Kevin Colleoni (ITA)    | 35.                   |
| 103                   | Alexy Faure Prost (FRA) | 51.                   |
| 104                   | Arne Marit (BEL)        | 115.                  |
| 105                   | Tom Paquot (BEL)        | 48.                   |
| 106                   | Gijs Van Hoecke (BEL)   | 94.                   |
| 107                   | Boy van Poppel (NED)    | 114.                  |

| Israel-Premier Tech IPT | Israel-Premier Tech IPT      | Israel-Premier Tech IPT |
| ----------------------- | ---------------------------- | ----------------------- |
| #                       | Cyklist                      | Placering               |
| 111                     | Pascal Ackermann (GER)       | 120.                    |
| 112                     | George Bennett (NZL)         | 25.                     |
| 113                     | Oded Kogut (ISR) (tempolopp) | 101.                    |
| 114                     | Matthew Riccitello (USA)     | 12.                     |
| 115                     | Mads Würtz Schmidt (DEN)     | 61.                     |
| 116                     | Michael Schwarzmann (GER)    | 113.                    |
| 117                     | Rick Zabel (GER)             | 96.                     |

| Lidl-Trek LTK | Lidl-Trek LTK            | Lidl-Trek LTK |
| ------------- | ------------------------ | ------------- |
| #             | Cyklist                  | Placering     |
| 121           | Juan Pedro López (ESP)   | 16.           |
| 122           | Dario Cataldo (ITA)      | 70.           |
| 123           | Simone Consonni (ITA)    | 67.           |
| 124           | Patrick Konrad (AUT)     | 19.           |
| 125           | Jacopo Mosca (ITA)       | 34.           |
| 126           | Natnael Tesfatsion (ERI) | 21.           |
| 127           | Carlos Verona (ESP)      | 9.            |

| Lotto Dstny LTD | Lotto Dstny LTD           | Lotto Dstny LTD |
| --------------- | ------------------------- | --------------- |
| #               | Cyklist                   | Placering       |
| 131             | Thomas De Gendt (BEL)     | DNF-7           |
| 132             | Johannes Adamietz (GER)   | 44.             |
| 133             | Jacopo Guarnieri (ITA)    | 89.             |
| 134             | Jarne Van De Paar (BEL)   | 91.             |
| 135             | Lennert Van Eetvelt (BEL) | 1.              |
| 136             | Henri Vandenabeele (BEL)  | 79.             |
| 137             | Harm Vanhoucke (BEL)      | 46.             |

| Movistar Team MOV | Movistar Team MOV              | Movistar Team MOV |
| ----------------- | ------------------------------ | ----------------- |
| #                 | Cyklist                        | Placering         |
| 141               | Einer Rubio (COL)              | 13.               |
| 142               | Rémi Cavagna (FRA) (tempolopp) | 59.               |
| 143               | Davide Cimolai (ITA)           | 121.              |
| 144               | Fernando Gaviria (COL)         | DNS-7             |
| 145               | Lorenzo Milesi (ITA)           | 45.               |
| 146               | Iván Romeo (ESP)               | 26.               |
| 147               | Pelayo Sánchez (ESP)           | 65.               |

| Soudal Quick-Step SOQ | Soudal Quick-Step SOQ    | Soudal Quick-Step SOQ |
| --------------------- | ------------------------ | --------------------- |
| #                     | Cyklist                  | Placering             |
| 151                   | Tim Merlier (BEL)        | 102.                  |
| 152                   | Ayco Bastiaens (BEL)     | 93.                   |
| 153                   | Jan Hirt (CZE)           | 28.                   |
| 154                   | Bert Van Lerberghe (BEL) | 103.                  |
| 155                   | Ilan Van Wilder (BEL)    | 4.                    |
| 156                   | Mauri Vansevenant (BEL)  | 18.                   |
| 157                   | Jordi Warlop (BEL)       | 104.                  |

| Team dsm-firmenich PostNL DFP | Team dsm-firmenich PostNL DFP | Team dsm-firmenich PostNL DFP |
| ----------------------------- | ----------------------------- | ----------------------------- |
| #                             | Cyklist                       | Placering                     |
| 161                           | Fabio Jakobsen (NED)          | 128.                          |
| 162                           | Tobias Lund Andresen (DEN)    | 77.                           |
| 163                           | Alexander Edmondson (AUS)     | 92.                           |
| 164                           | Enzo Leijnse (NED)            | 81.                           |
| 165                           | Max Poole (GBR)               | 7.                            |
| 166                           | Timo Roosen (NED)             | 73.                           |
| 167                           | Julius van den Berg (NED)     | 126.                          |

| Team Jayco AlUla JAY | Team Jayco AlUla JAY    | Team Jayco AlUla JAY |
| -------------------- | ----------------------- | -------------------- |
| #                    | Cyklist                 | Placering            |
| 171                  | Dylan Groenewegen (NED) | 107.                 |
| 172                  | Edward Dunbar (IRL)     | DNS-2                |
| 173                  | Jan Maas (NED)          | 49.                  |
| 174                  | Luka Mezgec (SLO)       | 78.                  |
| 175                  | Kelland O'Brien (AUS)   | 64.                  |
| 176                  | Jesús David Peña (COL)  | 23.                  |
| 177                  | Elmar Reinders (NED)    | 83.                  |

| Team Visma \| Lease a Bike TVL | Team Visma \| Lease a Bike TVL               | Team Visma \| Lease a Bike TVL |
| ------------------------------ | -------------------------------------------- | ------------------------------ |
| #                              | Cyklist                                      | Placering                      |
| 181                            | Olav Kooij (NED)                             | 74.                            |
| 182                            | Bart Lemmen (NED)                            | 10.                            |
| 183                            | Attila Valter (HUN) (landsväg och tempolopp) | 5.                             |
| 184                            | Loe van Belle (NED)                          | 53.                            |
| 185                            | Tosh Van der Sande (BEL)                     | 66.                            |
| 186                            | Mick van Dijke (NED)                         | 54.                            |
| 187                            | Tim van Dijke (NED)                          | 62.                            |

| Tudor Pro Cycling Team TUD | Tudor Pro Cycling Team TUD     | Tudor Pro Cycling Team TUD |
| -------------------------- | ------------------------------ | -------------------------- |
| #                          | Cyklist                        | Placering                  |
| 191                        | Arvid de Kleijn (NED)          | 116.                       |
| 192                        | Nils Brun (SUI)                | 58.                        |
| 193                        | Sebastian Kolze Changizi (DEN) | 95.                        |
| 194                        | Rick Pluimers (NED)            | 88.                        |
| 195                        | Michael Storer (AUS)           | 6.                         |
| 196                        | Florian Stork (GER)            | 75.                        |
| 197                        | Maikel Zijlaard (NED)          | 119.                       |

Förklaringar
DNF = Fullföljde inte, OTL = Utanför tidsgränsen, DNS = Startade inte, DSQ = Diskvalificerad